# Megabruchidius dorsalis
Megabruchidius dorsalis, auch als Asiatischer Gleditschien-Samenkäfer bekannt, ist eine Blattkäfer-Art aus der Unterfamilie der Samenkäfer (Bruchinae).

## Merkmale
Die Käfer erreichen eine Länge von 4,3–6 mm. Die Basalglieder der Fühler, die vorderen beiden Beinpaare sowie das Ende der hinteren Femora sind hellrot gefärbt. Außerdem ist die Ventralseite rot. Der weiße Fleck auf dem Halsschild vor dem Scutellum ist scharf begrenzt. Die Vorderflügel bedecken nicht den gesamten Hinterleib. Sie sind im vorderen mittigen Bereich bräunlich, während sie an den 
Seiten und im hinteren Bereich schwarz und hellblau-grau gemustert sind.

## Verbreitung
Die Käferart stammt aus Ostasien. Sie wurde wahrscheinlich mit Pflanzen nach Europa eingeschleppt. 2012 wurde sie in der Schweiz nachgewiesen. Mittlerweile wurde die Art in weiteren Ländern in Mitteleuropa beobachtet, darunter Ungarn, Slowakei, Italien, Frankreich und Deutschland. Neben Megabruchidius dorsalis wurde noch die verwandte Art Megabruchidius tonkineus nach Europa eingeschleppt.

## Lebensweise
Die Art entwickelt sich in den Samen von Gleditschien (Lederhülsenbäume) und anderen Hülsenfrüchtlern (Fabaceae). Die Art überwintert als Puppe in den Samenkörnern.